# Gourma (tỉnh)
Gourma là một trong 45 tỉnh của Burkina Faso trong vùng Est. Tỉnh lỵ của Gourma là Fada N'gourma. Dân số Gourma năm 2006 là 304.169 người.
Gourma được chia thành 6 tổng:
| Tổng                 | Thủ phủ       | Dân số (Điều tra năm 2006) |
| -------------------- | ------------- | -------------------------- |
| Diabo (tổng)         | Diabo         | 43.357                     |
| Diapangou (tổng)     | Diapangou     | 26.457                     |
| Fada N'gourma (tổng) | Fada N'gourma | 123.594                    |
| Matiacoali (tổng)    | Matiacoali    | 54.574                     |
| Tibga (tổng)         | Tibga         | 29.100                     |
| Yamba (tổng)         | Yamba         | 27.087                     |